# Wanda Sieradzka de Ruig
Wanda Romana Sieradzka de Ruig, ps. Elżbieta (ur. 29 września 1923 w Łodzi, zm. 1 stycznia 2008 w Haarlem) – polska dziennikarka, tłumaczka, poetka, autorka tekstów piosenek i scenariuszy telewizyjnych.
Była autorką między innymi znanego przeboju Nie płacz kiedy odjadę napisanego dla włoskiego piosenkarza Marino Mariniego goszczącego z trasą koncertową w  Polsce oraz piosenki Nie mów nic do muzyki Mariniego, wykonywanej przez zespół Czerwone Gitary. Spod jej pióra wyszły też takie znane piosenki, jak Gdzie są chłopcy z tamtych lat (tłumaczenie Where Have All the Flowers Gone?) z repertuaru Sławy Przybylskiej,  Doliny w kwiatach, Ballada o Suliko czy Róża była czerwona. Była członkinią Związku Polskich Autorów i Kompozytorów.
Absolwentka Institut d'études françaises de Touraine we Francji. W czasie II wojny światowej była łączniczką wydziału prasowo-wydawniczego VI oddziału Sztabu Komendy Głównej Armii Krajowej. Jako poetka debiutowała w 1945 roku w Szwajcarii, w polskim tygodniku Za naszą i waszą wolność. W tym samym roku rozpoczęła  pracę w służbie dyplomatycznej, a od roku 1950 pracowała jako dziennikarka. W latach 1960–1988 była członkiem Redakcji Programów Rozrywkowych TVP. Prowadziła autorski program telewizyjny Zza wachlarza pani Wandy. Była tłumaczką sztuk teatralnych i filmów fabularnych.
Od roku 1986 mieszkała w Aerdenhout z mężem Johanesem A. de Ruig. Aktywnie uczestniczyła w życiu kulturalnym holenderskiej Polonii. Była redaktorką kwartalnika Scena Polska w Holandii, ukazującego się od 1992 roku, i działaczką Stowarzyszenia Scena Polska w Holandii, organizacji kulturalnej, która ten kwartalnik wydaje. Do ostatnich niemal dni tworzyła poezję; w 2006 roku wydała tomik zawierający teksty napisanych przez nią piosenek oraz stare i najnowsze wiersze.
Jej grób znajduje się na cmentarzu żydowskim przy ulicy Okopowej w Warszawie.